# Luigi Falchi (aviatore)
Luigi Falchi (Montopoli in Val d'Arno, 1873 – 1964) è stato un aviatore medico italiano, allievo del 1º Corso Piloti dell'Aeroporto di Centocelle, è stato un protagonista della nascente Aeronautica Militare Italiana.

## Biografia
Luigino Falchi è nato a Montopoli in Val d'Arno dal secondo matrimonio di Isidoro Falchi con la vedova del fratello Francesco, Cesira Mainardi, Luigi seguì le orme del padre intraprendendo gli studi medici.
Oltre che medico, fu membro dell'esercito regio e allievo del Primo Corso Piloti di Centocelle, e come tale un protagonista della nascente Regia Aeronautica militare, da subito impegnata sui vari fronti di guerra che si aprirono nel secondo decennio del Novecento. 
Nel 1910 il Tenente Falchi era uno dei primi ufficiali della Sezione Aviazione del Battaglione Specialisti del Servizio Aeronautico.
In qualità di tenente di Cavalleria del Regio Esercito dotato di brevetto per il volo (n. 55 del 1911), infatti, Luigi Falchi fu il primo, già nel 1914, comprendere la ristrettezza dei requisiti necessari per un pilota d'aeroplano. Coniugando la sua formazione medica con la sua esperienza di aviatore, capì che l'abilità al volo era possibile solo con determinati requisiti fisici e con l’allenamento. Per questo e per altro è considerato il primo medico pilota, antesignano dei moderni Medici di Stormo (o. flight surgeons).
Massone, dal 1905 fu membro della loggia Concordia di Firenze.
Tra i fondatori della "Fratellanza dei Pionieri dell’Aeronautica" (1923), Falchi fu inoltre fautore dei primi voli e bombardamenti notturni a luce stellare, e relatore di molti studi per il Comando Supremo. 
Molto interessanti sono anche le pagine dei suoi diari sulla guerra di Libia, alla quale prese parte come medico e pilota di riserva con brevetto semplice tra il 1911 e il 1912. Secondo le pagine de "La Nazione" del tempo (10/03/1912) in quest’occasione Falchi dette prova di essere valente aviatore e impavido soldato, contribuendo alle sperimentazioni della Regia Aviazione sia per la ricognizione, sia per il bombardamento. 
Altre pagine importanti dei suoi diari riguardano infine la Grande Guerra nei cieli d'Italia alla quale partecipò dal maggio 1915 come Capitano nella 3ª Squadriglia da ricognizione e combattimento, dal 26 agosto 1916 come comandante nella 3ª Squadriglia Caproni da bombardamento dell’XI Gruppo Aeroplani e come Maggiore dal 13 febbraio 1917 comanda il IV Gruppo fino al 30 settembre successivo.
Per contrasti con i superiori fascisti si recò in esilio volontario in Francia dal 1928 al 1943. Qui in seguito alla dichiarazione di guerra dell'Italia a Francia ed Inghilterra del 10 giugno 1940, in qualità di Presidente dell'UNUCI (Unione Nazionale Ufficiali in Congedo d’Italia) del Principato di Monaco viene arrestato e poi internato in un campo di concentramento a Beziers. È in questo periodo che si ammala gravemente e conosce la futura moglie, Gilbert, crocerossina francese, che lo assisterà e lo accompagnerà poi per tutto il resto della vita.
Con l'armistizio del 1943 Falchi è rimesso in libertà e riprende a lavorare per il Consolato di Monaco. Caduto il Fascismo rientra in Italia e torna alla residenza familiare, che trova però occupata da un comando delle truppe tedesche. In questa occasione riesce ad interloquire con il comandante degli occupanti ed anche far liberare un gruppo di giovani montopolesi che erano stati fatti prigionieri e dovevano essere deportati in Germania. 
In occasione dell'avanzata delle truppe alleate nell'area, collabora con i militari statunitensi sia come traduttore, sia come conoscitore dei luoghi e competente in materia militare.
Negli anni Cinquanta visse tra Montopoli e Firenze scrivendo articoli giornalistici e saggi di storia, per spegnersi nel 1964.